# Метрополитенский ареал

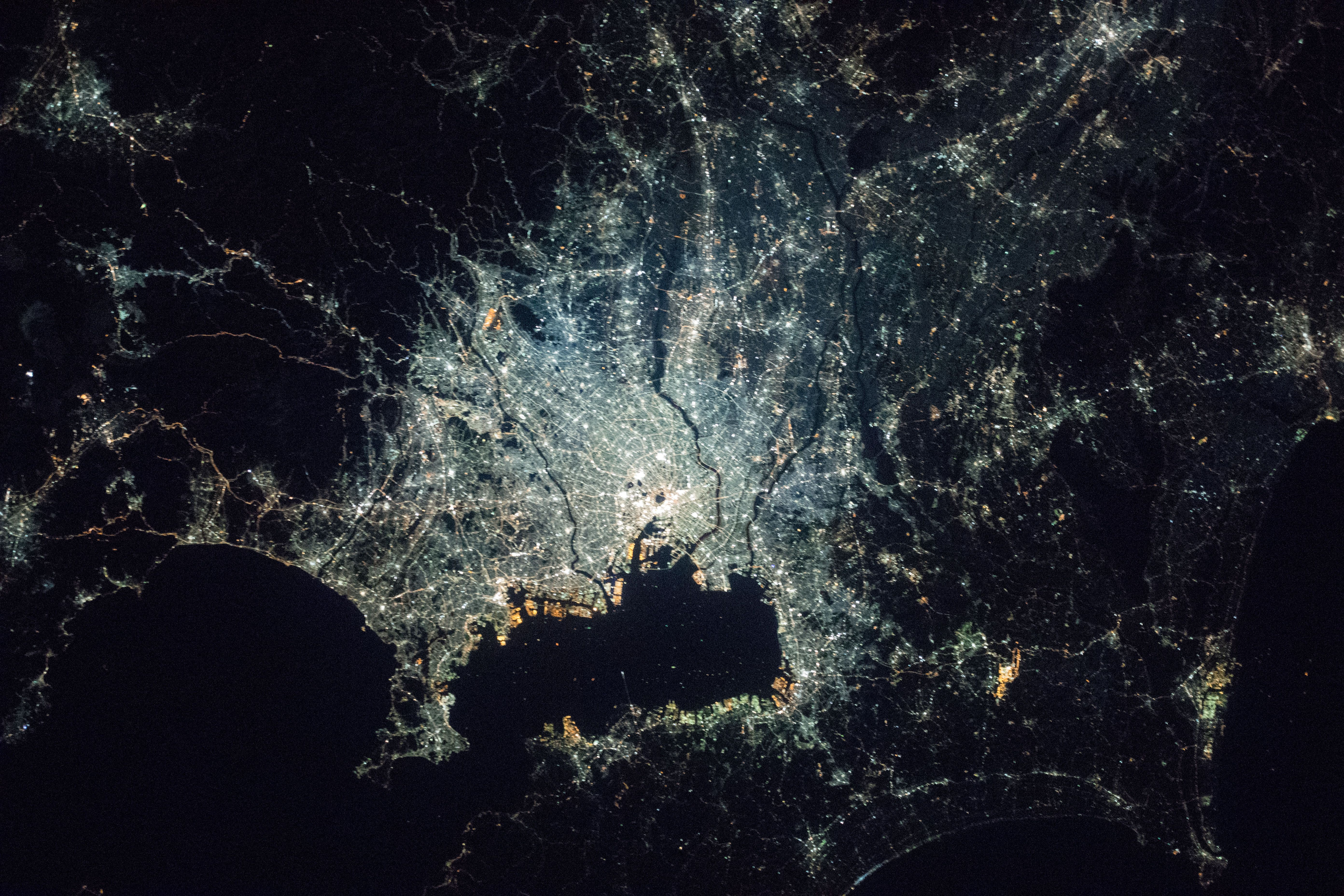
Большой Токио является региональной агломерацией, городской агломерацией и городской территорией с самым большим населением в мире, с населением по состоянию на 2016 год в 38 140 000 человек, является частью мегалополиса Тайхэйё.

Метрополите́нский ареал (англ. metropolitan area, от англ. metropolis — «крупный город, столица»; в России — столичная агломерация, только по отношению к московской и петербургской агломерациям; также город-поле, город-регион, региональная агломерация или метрополите́нский район) — название крупных городов городских агломераций вместе с пригородной зоной (поясом пригородов) и окружающей сельской местностью, связанных с городом трудовыми миграциями. Слияние нескольких метрополитенских ареалов вместе образует мегалополис.
Понятие ввело в оборот Бюро управления и бюджета США — как статистическую конструкцию для анализа городских агломераций. В США носит название метрополитенского статистического ареала, являясь не административной, а территориально-статистической единицей. В ЕС используется близкое понятие — крупный урбанизированный ареал (англ. larger urban zone, LUZ) или функциональный урбанизированный ареал (англ. functional urban area, FUA). К крупнейшим метрополитенским ареалам Европы в 2009 году относили Москву (15,2 млн человек), Лондон (12,9 млн человек) и Рейнско-Рурский регион (11,5 млн человек).
В России иногда используется понятие «региональная агломерация», которое имеет совершенно иное наполнение: оно используется в отношении городских агломераций, которые целиком располагаются в границах одного субъекта Российской Федерации, и тем самым противопоставляется иному понятию — «межрегиональная агломерация», которая располагается в пределах двух и более субъектов РФ. Большинство агломераций России являются региональными, к числу межрегиональных относятся Московская, Санкт-Петербургская, Краснодарская, Абаканско-Черногорская агломерации; также (в зависимости от критериев определения состава агломерации) межрегиональными могут считаться некоторые другие российские агломерации: Севастополь-Симферополь, Казанская (за счёт располагающегося в Марий Эл спутника Казани города Волжск), Владикавказская агломерация (которая может включать в себя часть Ингушетии), Магнитогорская и некоторые другие.